# 장곡초등학교 (충남)
장곡초등학교는 대한민국 충청남도 홍성군 장곡면 도산리에 있는 공립 초등학교다.

## 학교 연혁
| 1922년 | 6월 1일  | 장곡공립보통학교(4년제) 개교              |
| 1928년 | 4월 1일  | 6년제로 개편                              |
| 1938년 | 4월 1일  | 장곡공립심상소학교로 개칭                 |
| 1941년 | 4월 1일  | 장곡공립국민학교로 개칭                   |
| 1966년 | 6월 10일 | 오서분교장 설치                           |
| 1968년 | 3월 1일  | 오서국민학교 승격                         |
| 1981년 | 3월 6일  | 병설유치원 개원                           |
| 1986년 | 3월 1일  | 특수학급 설치                             |
| 1996년 | 3월 1일  | 장곡초등학교로 개칭                       |
| 1999년 | 9월 1일  | 반계분교장, 오서분교장 편입               |
| 2014년 | 3월 1일  | 초등학교 10학급 편성(본교6, 반계2, 오서2) |
| 2015년 | 3월 1일  | 초등학교 9학급 편성(본교7, 반계2)         |
| 2015년 | 3월 1일  | 오서분교장 통폐합                         |
| 2016년 | 3월 1일  | 초등학교 9학급 편성(본교7, 반계2)         |
| 2017년 | 3월 1일  | 반계분교장 통폐합                         |
| 2017년 | 3월 1일  | 초등학교 7학급 편성                       |

## 참고 자료
- 장곡초등학교 - 한국교육학술정보원 학교알리미